# Demografía del Líbano

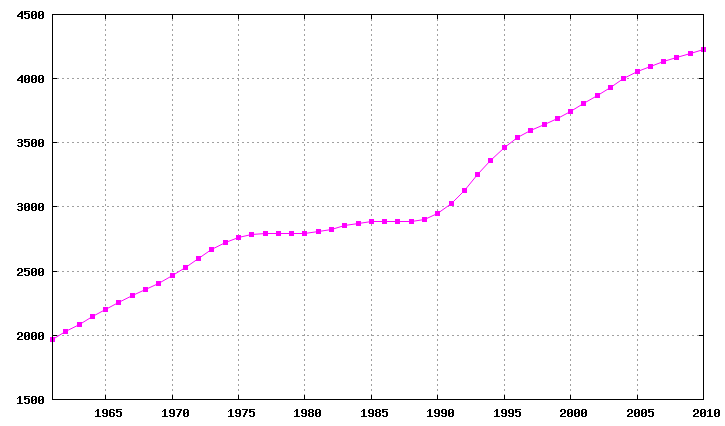
Evolución demográfica del Líbano.

El Líbano es una nación mediterránea de más de 7.400.000 de habitantes y con una densidad de 300 hab/km².
Líbano, a pesar de no tener un censo oficial desde el último realizado por el gobierno Francés en 1932, se estimaba (basado en pesquisas independientes) que su población al 1 de julio de 2012 era de aproximadamente 4.140.289 personas divididas en 18 sectas religiosas con reconocimiento oficial, de las cuales 1.900.000 (cerca del 45%) residen en la capital Beirut que, en conjunto, forman la pirámide de población con la siguiente información:
La pirámide de población actual demuestra una sociedad mayoritariamente joven – los niños, adolescentes y personas de hasta 30 años suman 2.046.497 – lo que corresponde a la mitad de la población del país.
Cuanto más se sube, más pequeño es el número de personas, lo que demuestra que los ancianos son pocos en el país. En verdad, los ancianos con más de 65 años suman aproximadamente 380.000 mil personas (tan solamente el 9% del total de la población).
En relación con el género, la pirámide actual nos muestra que el número de mujeres supera el número de hombres en cerca de 100.000 mil personas (el número total de hombres es de 2.028.869 y el de mujeres es de 2.111.420). No obstante, es posible notar que el número de hombres es mayor que el de mujeres hasta el rango etario de los 30 años, lo que cambia después de tal edad. Así, se puede inferir que los hombres están muriendo antes que las mujeres.
En el grupo etario de los 40 a los 50 años es donde se percibe el más grande cambio entre hombres y mujeres, pues el número de hombres pasa a ser inferior al de mujeres.
Además, es importante destacar que el 87,4% de la población del país vive en áreas urbanas, y la previsión para el año de 2032 es que esa cifra llegue al 91%.
Por el análisis de la pirámide poblacional actual y de las de los años 1992 y 2032, se puede percibir que ocurren diversos fenómenos de transformación en la sociedad libanesa:
1.	La base de la pirámide viene estrechándose, lo que demuestra que el número de hijos por mujer (la tasa de fecundidad) disminuye a cada año, siendo en 2012 la de 1.8 hijos;
2.	La mortalidad infantil, al mismo tiempo, también está disminuyendo, con 15 muertes a cada 1000 nacimientos con vida en 2012, por lo que se concluye que durante las últimas décadas, las rápidas disminuciones de la fecundidad y la mortalidad registradas han dado lugar a una transición demográfica importante.
3.	La pirámide de 1992 retrataba un Líbano esencialmente pobre, con población mayoritariamente joven (base ancha y cumbre estrecha), lo que supone un país poco desarrollado, cambia en 2012 para una población todavía mucho joven pero que contiene ahora mucho más ancianos y la pirámide de 2032 retrata un país con población esencialmente adulta, lo que ya refleja un país en desarrollo (zona central tan ancha como la base);
4.	Las tasas de crecimiento de población se han reducido con el transcurso de los años. En 1992 la tasa de crecimiento de la población era de 1,4% al año. En 2012 la tasa se encuentra negativa, en – 0,4% al año, reflejo de la mejor educación de las mujeres e del avance de las nuevas tecnologías. La previsión para el año de 2032 es de una tasa de crecimiento estable, cerca del 0% al año ;
5.	El número de ancianos aumentó con el decurso del tiempo, ya que se está viviendo más y mejor en virtud de mejores condiciones de salud y desarrollo para la población. La esperanza de vida en 1992 era de 70 años. En 2012 es de 75 y la proyección para 2032 es de 79 años. 

## Datos básicos (2017)
- Población: 3.111.828
- Densidad: 299 hab./km²
- Crecimiento natural: +1,38%
- Índice de fecundidad: 2,1
- Índice de natalidad: 2,02%
- Esperanza de vida
  - Hombres: 69 años
  - Mujeres: 74 años
- Población urbana: 90,1%

## Grupos religiosos
Ver también: Religión en Líbano
No se ha realizado ningún censo oficial desde el año 1932, lo que refleja la sensibilidad política en el Líbano sobre el equilibrio confesional (es decir, religioso).  Como resultado, la afiliación religiosa de la población libanesa es muy difícil de establecer con certeza y se utilizan diversas fuentes para obtener la posible estimación de la población por afiliación religiosa. Las siguientes son diferentes fuentes que no pretenden ser totalmente representativas de la afiliación religiosa del pueblo del Líbano. [cita requerida]
Un estudio de 2012 realizado por Statistics Lebanon, una firma de investigación con sede en Beirut, estimó que la población del Líbano es 54% musulmana (27% chiita; 27% sunita), 46% cristiana (31,5% maronita, 8% ortodoxa griega, 6,5% otros grupos cristianos) 
El CIA World Factbook estima (2020) lo siguiente, aunque estos datos no incluyen las considerables poblaciones de refugiados sirios y palestinos del Líbano: musulmanes 67,8% (suníes, chiitas y porcentajes más pequeños de alauitas e ismaelitas), cristianos 32,4% (principalmente los católicos maronitas son el grupo cristiano más grande), drusos 4,5% y un número muy pequeño de judíos, bahá'ís, budistas e hindúes. 
Según un análisis de 2022 del Pew Research Center, el panorama demográfico del Líbano revela una población cristiana estimada en un 43,4%, siendo los musulmanes la mayoría con un 57,6%. Estos datos subrayan la diversidad religiosa dentro del Líbano, lo que refleja una interacción dinámica de diferentes comunidades religiosas dentro del país. 
A nivel legal, el Líbano reconoce a 18 comunidades religiosas distintas, siendo éstas las siguientes:
> Musulmanes (4):
- Suníes
- Chiitas
- Alauitas (rama chií)
- Ismaelitas (rama chií)
> Cristianos (12):
- Iglesia Católica Maronita
- Iglesia Ortodoxa Griega
- Iglesia Católica Greco-Melquita
- Protestantismo Evangélico
- Iglesia Apostólica Armenia
- Iglesia Católica Armenia
- Iglesia Latina
- Iglesia Católica Siria
- Iglesia Ortodoxa Siríaca
- Iglesia Asiria de Oriente
- Iglesia Católica Caldea
- Iglesia Copta Ortodoxa
> Drusos
> Judíos

Además de esos grupos, el Líbano también tiene una comunidad de unos 13.000 hindúes.  Asimismo, hay una comunidad muy pequeña y antigua de zoroastrianos, que cuenta con entre 100 y 500 individuos.   El Líbano también tiene una población judía estimada en menos de 100. 

### Desglose confesional de los votantes registrados en el Líbano
[editar fuente]
| Año 2011  | 39.1% | 21.71% | 7.34%  | 4.8%   | 2.64%  | 1.46%  | 0.62%  | 0.53% | 55.88% | 27.35% | 27.65% | 0.88%  | 5.74%  |
| 2018      | 40%   | 21.11% | 8.1%   | 5.2%   | 2.88%  | 1.51%  | 0.65%  | 0.55% | 54.58% | 28.2%  | 25.49% | 0.89%  | 5.42%  |
| 2024      | 41.4% | 22.47% | 8.3%   | 4.97%  | 2.92%  | 1.64%  | 0.67%  | 0.53% | 53.31% | 26.2%  | 26.55% | 0.64%  | 5.21%  |
| Evolución | +2.3% | +1.36% | +0.96% | +0.17% | +0.28% | +0.18% | +0.05% | +0%   | −2,57% | −1,15% | −1,1%  | −0,24% | −0,53% |

Por otra parte, el World Factbook de la CIA estimó en 2020 que actualmente hay un 67,8% de musulmanes, 32,4% de cristianos y 4,5% de drusos. Esa cifra no incluye a las poblaciones de refugiados palestinos y sirios, que son mayoritariamente musulmanes.